# Max Radin
Max Radin (* 29. März 1880 in Kempen, Deutsches Reich; † 22. Juni 1950 in Berkeley) war ein US-amerikanischer Rechtswissenschaftler.

## Leben und Werk
Max Radin, Sohn des Rabbiners Adolph Moses Radin, wanderte mit seiner Familie in die USA aus und wuchs in New York auf. Den ersten Unterricht erhielt er durch seinen Vater. Er studierte am City College of New York (BA 1899) und an der School of Law der Columbia University (LL.B. 1902). Nach dem Abschluss arbeitete er als Anwalt und Lehrer an öffentlichen Schulen in New York und vertiefte seine Studien an der Columbia University, wo er 1909 mit einer Arbeit zum antiken Vereinswesen promoviert wurde. Ab 1907 arbeitete er an der Newton High School als First Assistant; parallel hielt er von 1917 bis 1918 Lehrveranstaltungen über Römisches und Bürgerliches Recht am City College of New York ab. 1918 wurde er als Instructor of Law an der Columbia University angestellt.
1919 verließ Radin den Schuldienst und New York und ging nach Kalifornien. An der University of California, Berkeley erhielt er einen Lehrstuhl für Rechtswissenschaft, den er von 1919 bis zu seinem Eintritt in den Ruhestand 1948 innehatte. Zuletzt war er ab 1940 John Henry Boalt Professor of Law. Während seiner Zeit in Berkeley war er Gastprofessor an der Yale Law School (1940), an der Pacific University in Oregon (1946) und an der Columbia University (1947). 1949 war er Member am Institute for Advanced Study in Princeton, New Jersey. 1948 erhielt er die Doktorwürde des Whitman College.
In seiner Forschungsarbeit verband Radin das römische und bürgerliche Recht mit aktuellen juristischen Fragen. Er veröffentlichte mehr als 700 Schriften, darunter mehrere fach- und populärwissenschaftliche Monografien und Handbücher.

## Schriften (Auswahl)
- The Legislation of the Greeks and Romans on Corporations. New York 1910 (Dissertation).
- The Jews among the Greeks and Romans. Philadelphia 1916.(Digitalisat).
- Handbook of Roman Law. St. Paul (MN) 1925.
- Life of People in Biblical Times. Philadelphia 1929.
- The Awful Pursuit of Gain. Boston / New York 1929.
- The Trial of Jesus of Nazareth. Chicago 1931.
- Handbook of the Anglo-American Legal History. St. Paul (MN) 1936.
- Artikel in Paulys Realencyclopädie der classischen Altertumswissenschaft (RE), Band XVII,2 (1937) und XVIII,1 (1939): Obligatio, Obsignatio, Obvagulatio, Oratio.
- The Law and Mr. Smith. New York 1938.
- Marcus Brutus. New York / London 1939.
- Manners and Morals of Business. Indianapolis 1939.
- Law as Logic and Experience. New Haven / London 1940.
- The Day of Reckoning. New York 1943.
- The Law and You. New York 1948.
- Epicurus, My Master. Chapel Hill (NC) 1949.
- Radin’s Law Dictionary. New York 1951.